# Palacio Mariinski
El palacio Mariinski, también conocido como palacio de María (del ruso: Мариинcкий дворец), fue el último palacio Imperial ruso de estilo neoclásico edificado en San Petersburgo. Se construyó entre 1839 y 1844 por un diseño del arquitecto de la corte Andréi Stackenschneider.

## Historia

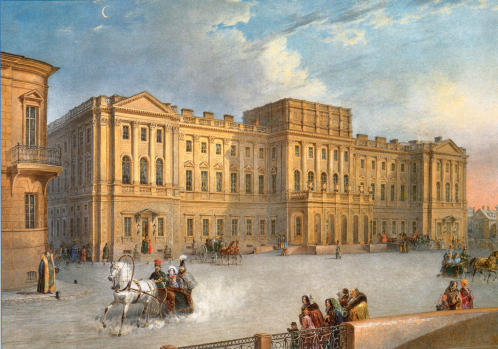
La fachada del Palacio Mariinski se realizó en piedra caliza local en color marrón-rojiza.

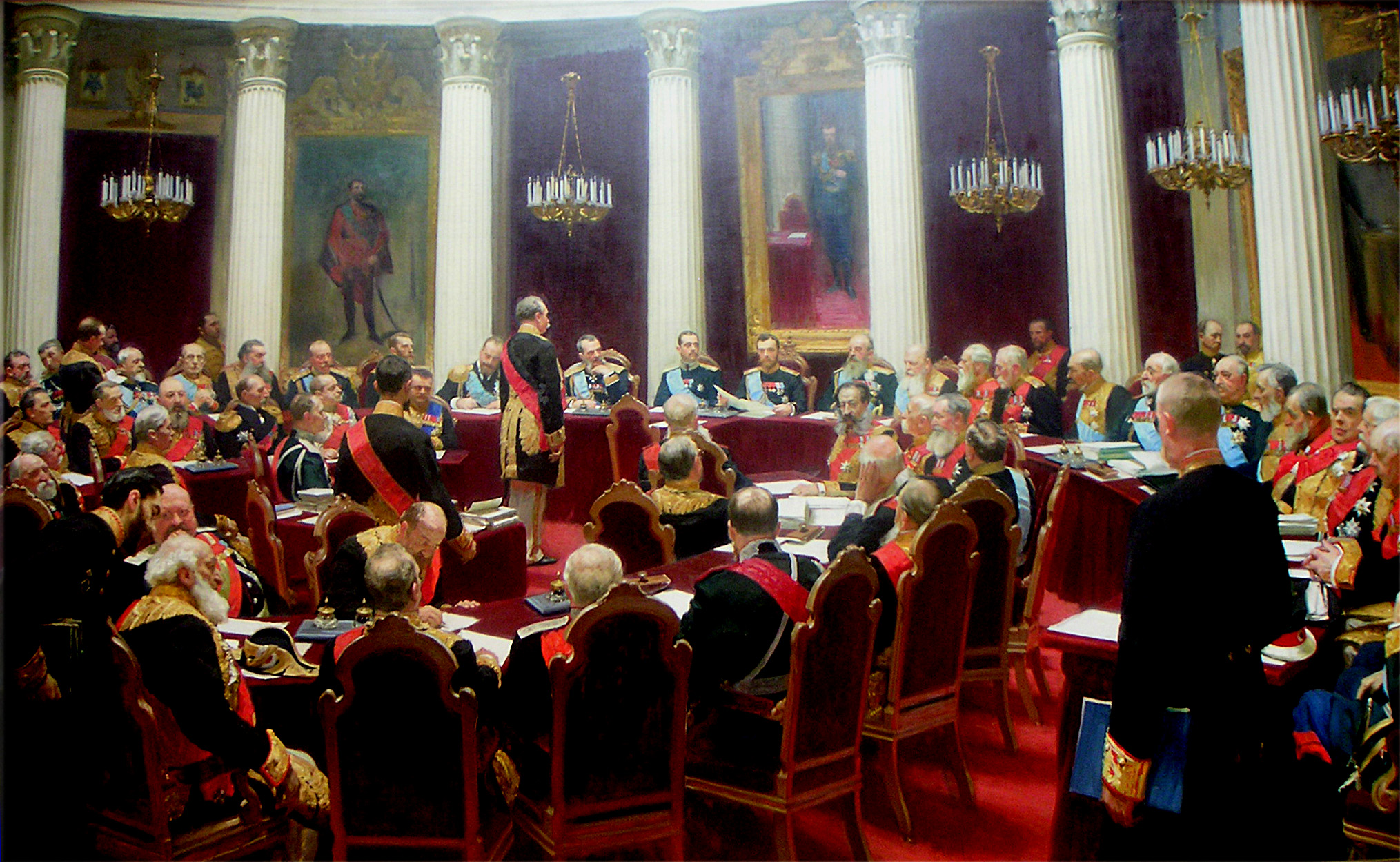
Sesión del centenario del Consejo de Estado celebrada el 5 de mayo de 1901 y representada en óleo de Iliá Repin, en la actualidad se encuentra en el Museo Ruso.

El palacio se encuentra en el lado sur de la Plaza de San Isaac, justo al final de los 99 metros del amplio Puente Azul desde la Catedral de San Isaac. En el siglo XVIII, la parcela donde se asienta pertenecía a Zajar Chernyshov y ahí se enclavaba su mansión (1762-68), que era ocasionalmente cedida al Príncipe de Condé y a otros ilustres visitantes de la capital rusa. Entre 1825-39, la mansión de Chernyshov alojó una escuela militar, donde Mijaíl Lérmontov estudió durante dos años.
El palacio realizado por Stackensneider fue concebido por el zar Nicolás I como un regalo para su hija la Gran Duquesa María Nikoláyevna de Rusia con motivo de su matrimonio con Maximiliano de Beauharnais, duque de Leuchtenberg, hijo de Eugenio de Beauharnais. Aunque la fachada marrón-rojiza está elaborada en almohadillado organizado con las características columnas corintias del gusto tradicional neoclásico, el conjunto está inspirado en el barroco francés del siglo XVII. Otras incluencias eclécticas son patentes en los detalles renacentistas de la ornamentación exterior, así como de la decoración interior, en el cual cada una de las habitaciones principales fue realizada en un estilo histórico diferente.
El palacio Mariinski volvió al poder imperial en 1884 y se mantuvo así hasta 1917, alojó en sus dependencias el Consejo de Estado, la Cancillería Estatal, y el Comité de Ministros. El gran salón para las sesiones del Consejo de Estado fue creado por León Benois en 1906. El 2 de abril de 1902, el terrorista Stepan Balmashov asesinó al ministro de Interior, Dmitri Serguéievich Sipyaguin, en el vestíbulo del palacio. 
El Gobierno Provisional tomó posesión de todo el palacio en marzo de 1917 y lo entregó al Consejo de la República Rusa, también conocido como el pre-parlamento. Después de la Revolución de octubre, el palacio alojó varios ministerios soviéticos y academias. Durante la Guerra Patriótica Rusa, sirvió como hospital, y fue objeto de un intenso bombardeo. Una vez terminada la guerra, el palacio se convirtió en la sede del Sóviet de Leningrado, desde 1994 está ocupado por la Asamblea Legislativa de San Petersburgo.